# Ecuador op het wereldkampioenschap voetbal
Ecuador heeft drie keer gespeeld op de eindronde van het wereldkampioenschap voetbal. Hieronder volgt een overzicht van de toernooien die het Ecuadoraans voetbalelftal speelde.

## WK 2002- Japan en Zuid-Korea
- Italië - Ecuador 2-0
- Mexico - Ecuador 2-1
- Ecuador - Kroatië 1-0

Bij zijn WK-debuut sneuvelde Ecuador meteen in de groepsfase. Het startte met 0 op 6 tegen Italië en Mexico, maar redde de eer door in de derde groepswedstrijd de volle buit te pakken tegen Kroatië, dat op het WK 1998 nog derde was geëindigd. Agustín Delgado scoorde tegen Mexico het eerste WK-doelpunt ooit voor zijn land, Edison Méndez zorgde voor het doelpunt tegen Kroatië.

## WK 2006- Duitsland
- Polen - Ecuador 0-2
- Ecuador - Costa Rica 3-0
- Ecuador - Duitsland 0-3
- 8ste finale: Engeland - Ecuador 1-0

Op zijn tweede WK startte Ecuador met overwinningen tegen Polen en Costa Rica, waardoor het na twee wedstrijden al geplaatst was voor de knock-outfase. In de wedstrijd om de eerste plaats tegen Duitsland ging Ecuador evenwel met 0-3 onderuit tegen het gastland. Dat leverde een achtste finale tegen Engeland op in plaats van tegen Zweden. De Engelsen haalden het met 1-0 na een doelpunt van David Beckham.

## WK 2014- Brazilië
- Zwitserland - Ecuador 2-1
- Honduras - Ecuador 1-2
- Ecuador - Frankrijk 0-0

Na afwezigheid op het WK 2010 was Ecuador er in Brazilië wél weer bij. Ditmaal wisten de Ecuadoranen zich niet te plaatsen voor de knock-outfase: na een 2-1-nederlaag tegen Zwitserland en een 1-2-overwinning tegen Honduras bleef het team van bondscoach Reinaldo Rueda in de laatste groepswedstrijd op 0-0 steken tegen de kwakkelende vicewereldkampioen Frankrijk.